# Ratt (álbum)
Ratt es el mismo título y sexto álbum de la banda estadounidense de Glam Metal Ratt. A menudo se refiere como "1999" por los fanes (en parte para evitar confusiones con su EP, que también fue homónimo). Este álbum vio la dirección musical de la banda a un sonido de blues rock más influencia y más lejos de sus raíces anteriores de glam metal. Este álbum fue muy criticado por los fanes y los críticos debido a la ausencia de Robbin Crosby y Juan Croucier, riffs fuertes de guitarra, melodías y la voz tenue, desgastado por el plomo cantante Stephen Pearcy.

## Lista de canciones
1. "Over the Edge" – 4:22 (Warren DeMartini / Stephen Pearcy)
2. "Live for Today" – 4:38 (Bobby Blotzer / Warren DeMartini / Stephen Pearcy / Jack Russell)
3. "Gave Up Givin' Up" – 4:04 (Warren DeMartini / Marti Frederiksen / Stephen Pearcy)
4. "We Don't Belong" – 6:11 (Warren DeMartini / Marti Frederiksen / Stephen Pearcy)
5. "Breakout" – 4:24 (Bobby Blotzer / Warren DeMartini / Stephen Pearcy)
6. "Tug of War" – 4:17 (Warren DeMartini / Stephen Pearcy / Taylor Rhodes)
7. "Dead Reckoning" – 4:32 (Jack Blades / Warren DeMartini / Stephen Pearcy)
8. "Luv Sick" – 5:09 (Warren DeMartini / Stephen Pearcy / Taylor Rhodes)
9. "It Ain't Easy" – 4:02 (Warren DeMartini / Stephen Pearcy / Taylor Rhodes / Richie Zito)
10. "All the Way" – 4:41 (Warren DeMartini / Steve Dudas / Mark Hudson / Stephen Pearcy)
11. "So Good, So Fine" – 4:22 (Warren DeMartini / Stephen Pearcy)

Temas inéditos incluyen "Lost Dog" (también dejó su nueva edición del 2010 de este mismo álbum), "Now I'm Gone", "Cotton Candy" (que A & R John Kalodner odiaba), "Luv on the Rocks" (coescrito por Robbin Crosby), y "Turn It Upside Down" (Stephen Pearcy lo incluyó en su proyecto solista "Nitronic" CD en vivo "DOA Live 2000" y en su CD como solista "Social Intercourse").

## Alineación
- Stephen Pearcy: Voz líder
- Warren DeMartini: Guitarra
- Robbie Crane: Bajo
- Bobby Blotzer: Percusión